# Wodzian chloralu

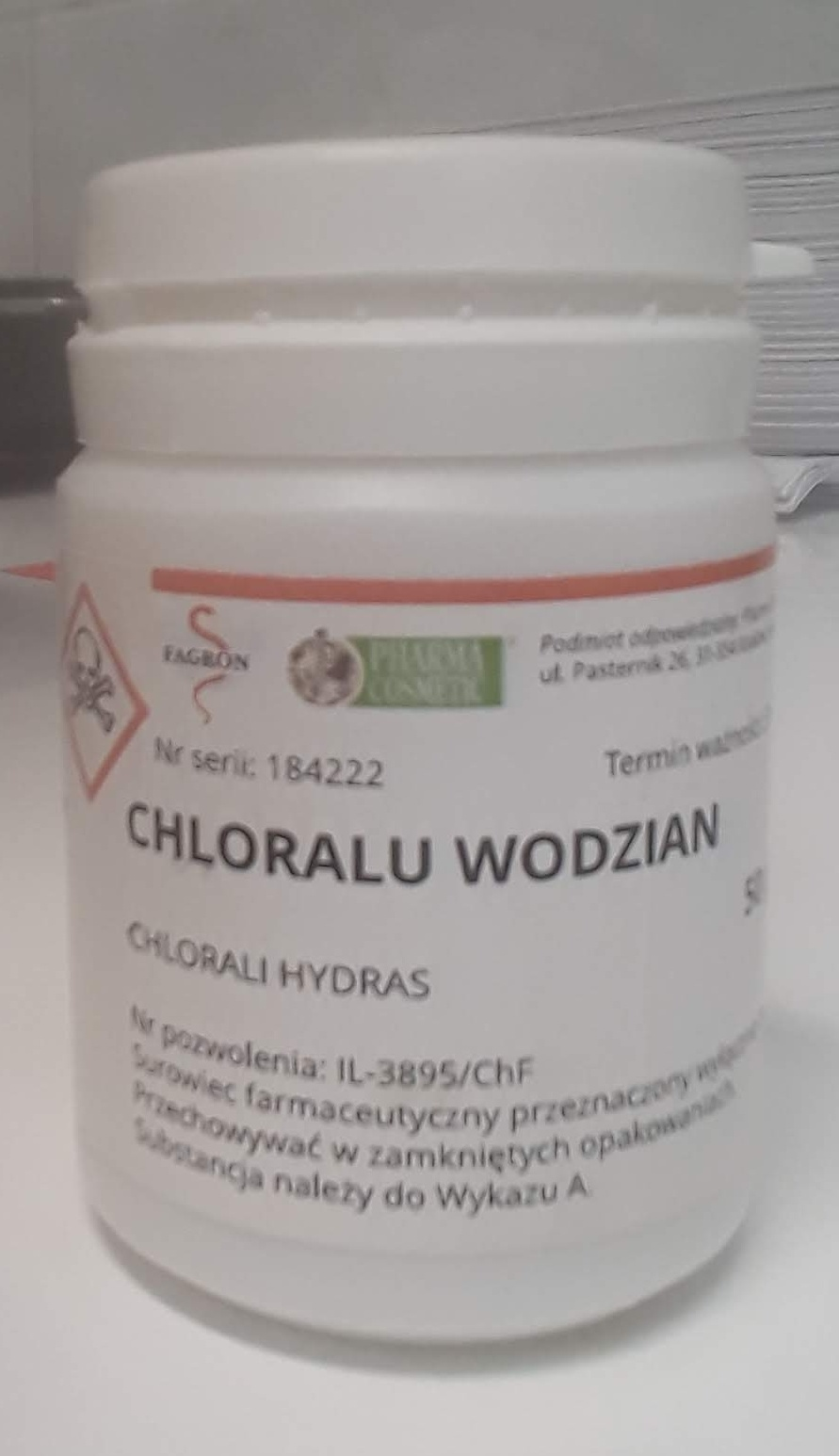
Chloralu wodzian (Chlorali hydras) jako surowiec farmaceutyczny do receptury aptecznej.

Wodzian chloralu (łac. chlorali hydras, chloralum hydratum) – organiczny związek chemiczny powstający w wyniku addycji jednej cząsteczki wody do chloralu (aldehydu trichlorooctowego). Jest stosowany do otrzymywania chloralu przez usunięcie jednej cząsteczki wody.
Wodzian chloralu jest jednym z najstarszych leków o działaniu uspokajająco-nasennym. Do lecznictwa został wprowadzony w roku 1869. Obecnie odchodzi się od jego stosowania z powodu jego wysokiej nefro- i hepatotoksyczności. Znajduje jednak zastosowanie w leczeniu ciężkich, lekoopornych stanów padaczkowych (wlewki doodbytnicze, roztwory doustne), zwłaszcza u dzieci oraz w opiece paliatywnej (silne działanie nasenne, pomimo bólów nowotworowych – w razie nieskuteczności innych leków). Ponadto zastosowany miejscowo w roztworach wodnych, spirytusowych i niekiedy w maściach wykazuje działanie wykorzystywane w dermatologii; zależnie od stężenia jako przeciwświądowe (0,2–0,5%) bądź drażniące (2–10%).
W Polsce nie jest dostępny w preparatach gotowych, a jedynie jako surowiec farmaceutyczny do receptury aptecznej. Wchodzi w skład wielu leków galenowych sporządzanych w zakiesie receptury aptecznej, m.in. płynu Dariera (liquor Darieri) i  mieszanki Pawłowa (mixtura Pavlovi).

## Charakterystyka

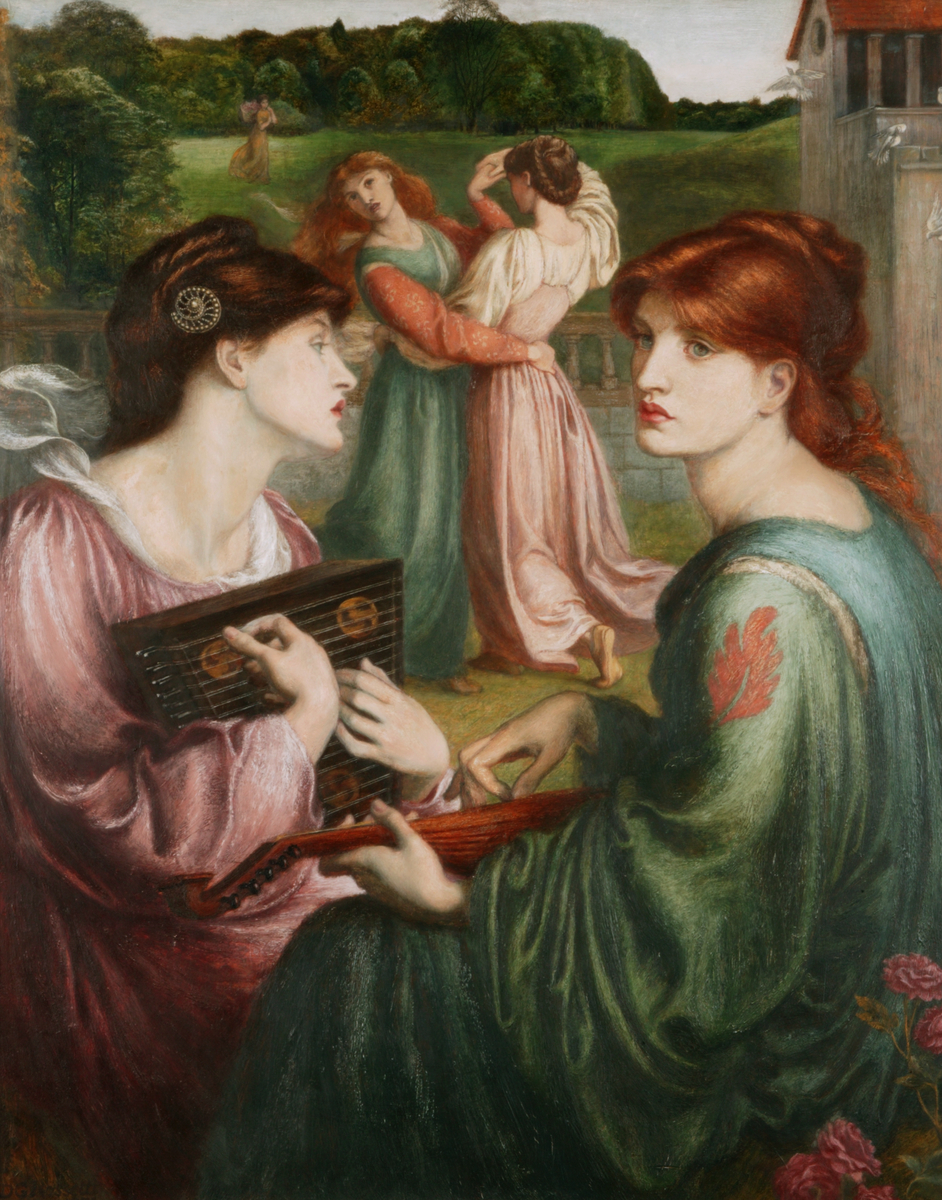
Artysta Dante Gabriel Rossetti w czasie, gdy malował obraz Koncert sielski, zażywał codziennie 10 granów wodzianu chloralu z whisky przeciwko bezsenności; w chwili śmierci jego dzienna dawka nasenna, na skutek uzależnienia i przyzwyczajenia do chloralu, wynosiła 180 granów.

Białe kryształy wodzianu chloralu łatwo rozpuszczają się w wodzie i alkoholu, dając przezroczyste roztwory. Działanie nasenne jest szybkie – ujawnia się już po upływie 30 minut od doustnego podania.
Ten niebarbituranowy związek chemiczny, zsyntetyzowany po raz pierwszy w 1832 roku, był tani i stosowano go jako lek nasenny w przypadku bezsenności. Wywołuje głęboki sen, zwiotczenie mięśni, zmniejszoną wrażliwość na bodźce aż do zniesienia odruchów, po czym dochodzi do utraty przytomności i stanu hipotermii. Mechanizm działania wodzianu chloralu nie został poznany. Działa depresyjnie na centralny układ nerwowy. Wykazuje także działanie uspokajające i słabe działanie przeciwbólowe. W niskich dawkach (<20 mg/kg masy ciała) wywołuje uczucie odprężenia, zawroty głowy, bełkotliwą mowę, dezorientację, euforię i drażliwość. W większych dawkach (>50 mg/kg) może prowadzić do zaniku pamięci.
Działanie nasenne wodzianu chloralu zostaje dodatkowo spotęgowane w przypadku połączenia z alkoholem w drinku. Alkohol także poważnie upośledza metabolizm wodzianu chloralu, co prowadzi do wydłużenia czasu działania mieszaniny.
Wraz z upływem czasu wodzian chloralu utracił swoje medyczne znaczenie ze względu na nadużywanie, niewłaściwe stosowanie oraz wprowadzenie na rynek farmaceutyczny nowych leków nasennych (barbiturany, benzodiazepiny) o lepszych parametrach farmakologicznych.